# الكوحـة (المضاربة والعارة)

تعديل مصدري - تعديل

الكوحـة هي إحدى قرى عزلة المضاربة بمديرية المضاربة والعارة التابعة لمحافظة لحج، بلغ تعداد سكانها 56 نسمة حسب تعداد اليمن لعام 2004.